# Roelf Mulder
Roelf Mulder (fl. XX secolo) è stato un poliziotto olandese, deportato nei campi di concentramento per aver rifiutato, assieme ai suoi colleghi, di arrestare sette ebrei anziani.

## Biografia
La mattina del 9 marzo 1943 Roelf Mulder e i colleghi Dirk Boonstra, Jan Deddens, Klaas Berga, Tönnis Bulthuis, Theodorus Buunk, Tjerk van der Hauw, Geert Holvast, Willem Vlijm e Jan Elzinga vennero incaricati di arrestare sette ebrei anziani e deportarli nel campo di concentramento di Westerbork ma rifiutarono di eseguire tale ordine. Due giorni dopo vennero dapprima convocati dal comandante distrettuale e successivamente rimproverati dal comandante regionale. Entrambi cercarono di convincerli ad eseguire l'ordine ma i poliziotti rifiutarono nuovamente . I poliziotti vennero, così, deportati nel Campo di concentramento di Herzogenbusch. Roelf, trasferito poi a Dachau, venne rilasciato nel settembre del 1944 dopo 18 mesi di prigionia. Il 14 novembre del 1988 ricevette la nomina a Giusto tra le nazioni.